# Wolhusen
Wolhusen is een gemeente en plaats in het Zwitserse kanton Luzern en maakte deel uit van het district Sursee tot op 1 januari 2008 de districten van Luzern werden afgeschaft.
Wolhusen telt 4.088 inwoners.

## Geboren
- Christoph Spycher (1978), voetballer
- Denise Feierabend (1989), alpineskiester
- Luana Bühler (1996), voetbalster
- Alena Bienz (2003), voetbalster